# Eva Ekeblad
Eva Ekeblad, född De la Gardie 10 juli 1724 i Stockholm, död 15 maj 1786 i Lidköping, var en svensk grevinna och vetenskapskvinna. År 1748 blev hon som första kvinna invald i svenska Vetenskapsakademien. Hon är kanske mest känd för att ha varit den första att beskriva hur man kan göra brännvin av potatis. Hon skulle därför kunna kallas Sveriges första kvinnliga kemist, en ära som dock oftast ges till Anna Sundström eller Louise Hammarström.

## Biografi

### Privatliv
Eva De la Gardie var dotter till greve Magnus Julius De la Gardie och Hedvig Catharina Lillie samt syster till Carl Julius De la Gardie och genom den yngre brodern svägerska till Cathérine Charlotte De la Gardie och Hedvig Taube. Hon gifte sig nyåret 1741 med riksrådet greve Claes Claesson Ekeblad, som då var 32 år gammal, medan hon själv bara var 16 år gammal.   Hon fick sju döttrar och en son mellan 1742 och 1754, däribland Claes Julius Ekeblad och Hedvig Catharina Piper. 
Då hon gifte sig fick hon godsen Mariedals slott och Lindholmens slott i hemgift. Maken ägde dessutom Stola herrgård. Eftersom hennes make ofta var frånvarande, blev det Eva Ekeblad som i praktiken fick ansvaret för skötseln av godsens förvaltning. Hon deltog som hans representant i lantbostämmorna på Mariedals och Stola herresäten samt presiderade därmed över församlingar som ofta bevistades av 200 personer. Hon beskrivs som respektingivande och auktoritär men rättvis efter den tidens norm och skyddade allmogen mot alla former av fogdars övergrepp i utbyte mot lydnad "allenast de göra sin skyldighet" och godkände grevens kandidat i valet av präster, och bestraffade dem om de bröt mot detta avtal. Hon fullföljde också sin motprestation genom att övervaka och bestraffa de fogdar som förbröt sig mot bönderna och kallade dem till Stola där hon höll räfst med dem och bestraffade dem för deras "elaka gärning". Enligt samtida vittnesmål var "Stohla långt agreablare än någon av de andra gårdarna för sin belägenhets skull, för sina commodieteter och för den särdeles ordning, som där regerar." Hon hade ett gott samarbete med Stolas godsförvaltare Håkan Bergdahl (1735–1789).
I Stockholm blev det Ekebladska huset vid Arsenalsgatan "ett rum för kulturella mottagningar". Bland de aktiviteter som hölls där var Johan Helmich Romans svenska mässa. Eva Ekeblad var där känd som "en av de få societetsdamer vars heder ansågs vara obefläckad."  Denna definition gavs av spanske ministern i Stockholm markis de Puentefuertes maka. Eva Ekeblad hade under en tid en vänskapsrelation med Lovisa Ulrika: när Ekeblad besökte Stockholm 1778 kallade Lovisa Ulrika, enligt Claes Julius Ekeblad, henne för att tillsammans med "tant Fersen" vara hennes enda kvarlevande vän i Sverige. Ekeblad uppger dock att modern inte längre ansåg Lovisa Ulrika vara hennes vän på grund av en konflikt som tilldragit sig mellan dem under hennes förra besök.
Efter makens död 1771 fick Eva Ekeblad Mariedals slott som änkepension på livstid och sålde Ekebladska huset i Stockholm. Hon fortsatte dock att skiftesvis bo både på Mariedal och på Stola, och fortsatte att sköta alla godsens affärer åt sonen, som också var frånvarande från godsen på grund av sin hovkarriär. Först efter sonens giftermål 1775 började hon gradvis överlämna skötseln av Stola till sin svärdotter, Brita Horn. Tre år senare blev Stola formellt svärdotterns morgongåva.
Eva Ekeblad närvarade i sin egenskap av riksrådinna vid tronföljarens födelse 1778. Det var då tal om att ge henne en hovtjänst som statsfru, som överhovmästarinna efter Ulrika Strömfelt, eller som tronföljarens hovmästarinna i stället för Carl Sparres maka, och hon blev mycket firad under sitt besök i Stockholm och fick en bostad i det kungliga Karlbergs slott. Vid samma tid drabbades dock Eva Ekeblad av en sjukdom, som gjorde att hon blev kvar i Stockholm fram till 1780 och i resten av sitt liv tycks ha varit sjuklig och tidvis invalidiserad. Vid samma tid försämrades också relationen till sonen Claes Julius och svärdottern på grund av att dessa inte kunde betala igen ett lån till henne; sonen ville dessutom att hon skulle överlåta även Mariedal och Lindholmen åt dem i utbyte mot ett underhåll och bosätta sig i Stockholm, något hon inte ville gå med på. Hon levde fortsatt på Mariedal fram till sin död vid allt sämre hälsa och vårdad av läkare, men hon hade en fortsatt respekterad ställning och fortsatte att delta i sällskapslivet till sin död – så sent som i september 1785 skrev Brita Horn att Ekeblads hus var fullt av gäster: "Här är så mycket unga herrar, så vore inte din mor så gammal som hon är, vet jag inte hur man skulle döma".

### Vetenskaplig verksamhet
Eva Ekeblad valdes som första kvinna in i Vetenskapsakademien 3 december 1748. Det var genom ett av deras sammanträden 5 november 1748 som hennes kontakt med dem startade. Då meddelades det att "grevinnan Ekeblad gjort åtskilliga försök att använda potatis till stärkelse och puder". Hon hade också skickat prover och en beskrivning för hur man skulle gå till väga. Detta gjorde det möjligt att framför allt bränna brännvin av potatis. Jonas Alströmer och vetenskapsmannen Jacob Faggot som fick ta del av proverna och beskrivningarna gillade vad Ekeblad hade åstadkommit. Därför uppmärksammades det vid akademiens sammankomst den 19 november samma år. Även om hon nu var ledamot i akademien deltog hon personligen dock aldrig i dess sammankomster.  Det var riksrådet Nils Palmstierna som föreslog att akademien skulle börja ta in även kvinnliga ledamöter. Han sa:
"om icke akademien kunde kalla till ledamöter vittra fruntimmer, vilket ej skall vara obrukeligit i utländska societeter, såsom  marquise de Chatelet i Bolongiska akademien. Föreslog fördenskull grevinnan fru Ekeblad, som i anledning av den synnerliga håg hon haver för försöks anställande, ej skulle underlåta att ytterligare giva varjehanda nyttiga rön vid handen".
I ett protokoll från akademien den 19 januari 1751 beskrevs Ekeblad som en slags hedersledamot. 
Brännvinstillverkningen av potatis har blivit mest uppmärksammat av Ekeblads olika vetenskapliga försök. Hon kom dock inte på idén först, då den togs upp i riksdagen 1741 där hennes man Claes satt i rådet. Det blev då Eva som gick vidare med försöket.
Akademien uppmanade henne och ”hela könet” att fortsätta ägna sig åt uppfinningar som hade med hushållet att göra, och deras utnämning av henne kan bedömas ha varit ett sätt att visa upp ett föredöme för andra kvinnor: "hela könet att närmare vara uppmärksamme uti varjehanda hushållsväsendet rörande". Från den 19 januari 1751 definierades hon dock tillsammans med prins Fredrik Adolf i ett protokoll som hedersledamot snarare än som ordinarie ledamot.
Hennes arbetsfält var mycket nyttoinriktat, helt i linje med frihetstidens merkantilistiska inriktning. Hennes mest uppmärksammade inlägg var en beskrivning av brännvinsbränning av potatis, forskningsresultat som hon lade fram för vetenskapsakademien år 1748; samma år presenterade hon potatisen användbarhet till tillverkning av bröd, stärkelse och puder. Det var för den förstnämnda upptäckten hon valdes in i akademien (24 år gammal). Brännvinsbränning med potatis som råvara förekom dock i Tyskland sedan 1680-talet. Bland hennes forskning fanns den om hur man bäst tillverkar tvål för att bleka bomull från 1752.